# کورت ووتریش
کورت ووتریش (به آلمانی: Kurt Wüthrich) (متولد ۴ اکتبر ۱۹۳۸) شیمی‌دان و زیست‌فیزیک‌دان سوئیسی و برنده جایزه نوبل شیمی است. در سال ۲۰۰۲ «برای توسعه روش برای شناسایی و تجزیه و تحلیل ساختار مولکول‌های بیولوژیکی و تعیین ساختار سه بعدی ماکرومولکولهای بیولوژیکی در محلول»
موفق به دریافت جایزه نوبل شیمی شد.

## زندگی‌نامه
ووتریش در آربرگ، سوئیس زاده شد. در شیمی، فیزیک و ریاضیات از دانشگاه برن فارغ‌التحصیل شد و مدرک دکترا خود را از دانشگاه بازل در سال ۱۹۶۴ دریافت کرد. او مدتی در دانشگاه کالیفرنیا، برکلی مشغول به کار شد.